# Guaracha
Guaracha är en musikgenre som föddes i Kuba på 1700-talet.
Guarachan har formen av satiriska och burleska sånger om aktuella ämnen, som framförs av körer eller solister, ofta med improviserade ord.